# 因辰峰

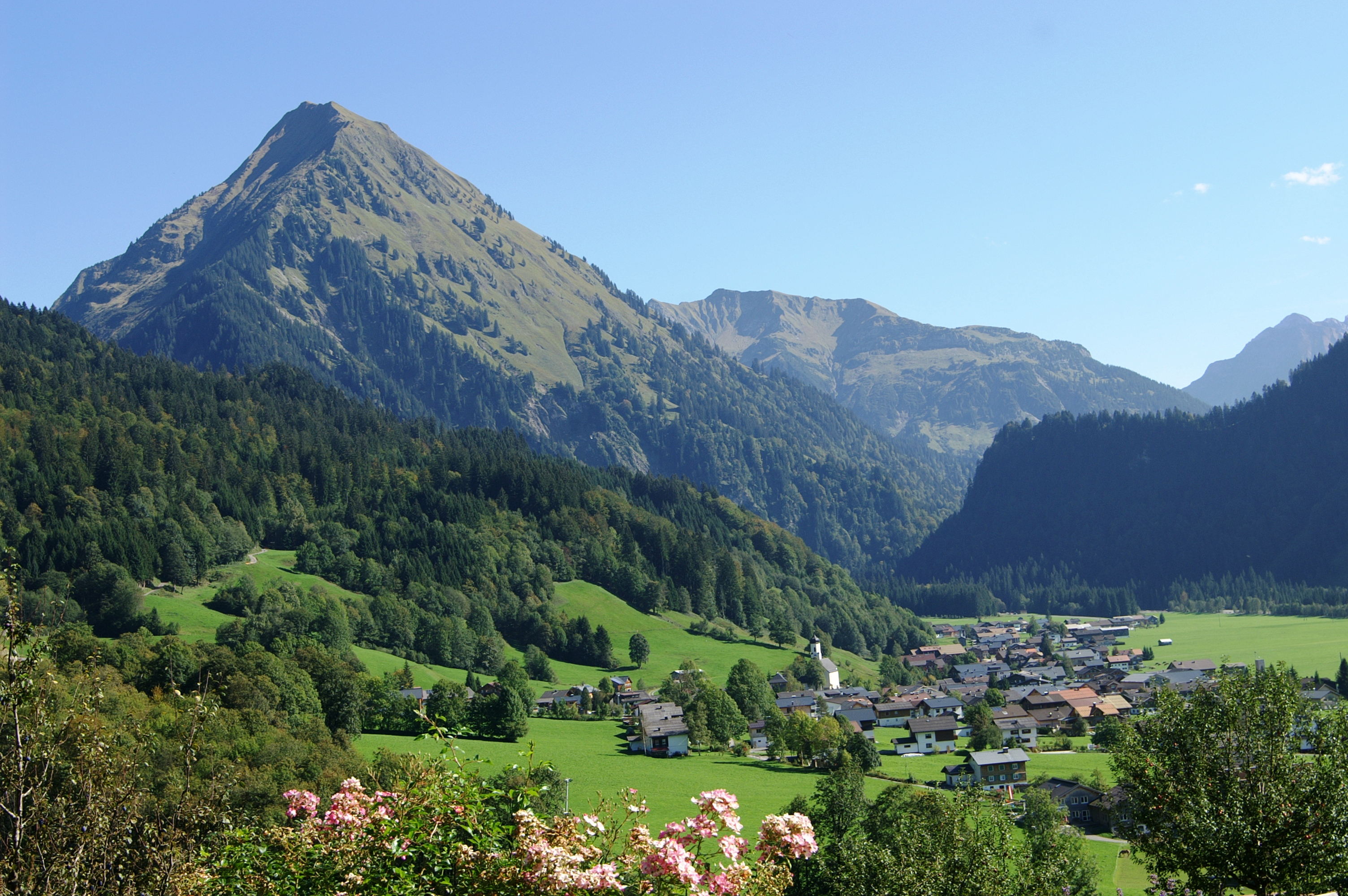

47°18′13.36″N 10°3′38.92″E / 47.3037111°N 10.0608111°E
因辰峰（德語：Üntschenspitze），是奧地利的山峰，位於該國西部，由福拉爾貝格州負責管轄，屬於阿爾高阿爾卑斯山脈的一部分，距離黑特山3.3公里，海拔高度2,135米，每年平均降雨量1,730毫米。